# St. Johannis (Werna)

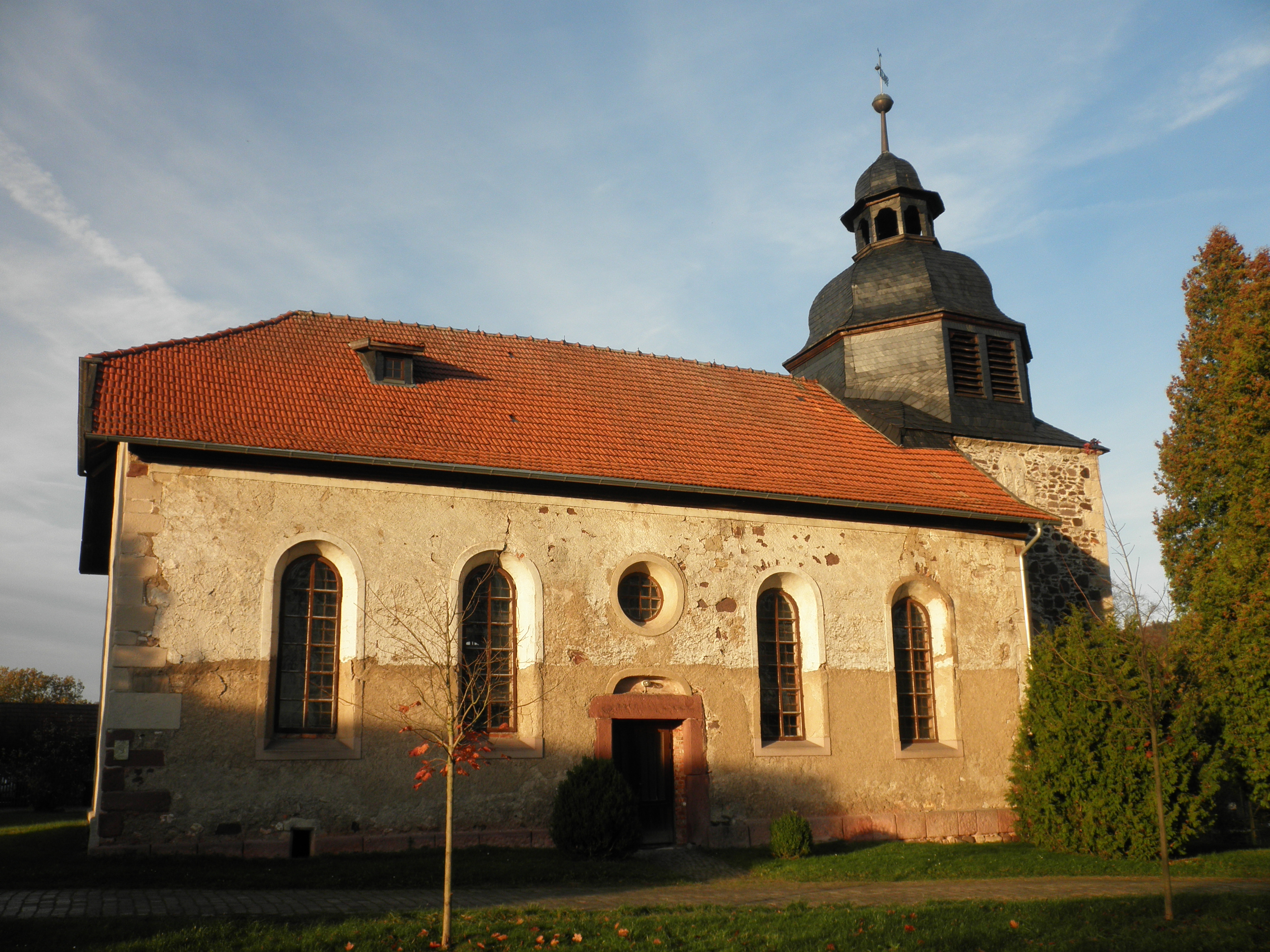
St. Johannis (Werna)

Die evangelisch-lutherische denkmalgeschützte Kirche St. Johannis steht auf einer Anhöhe von Werna, einem Ortsteil der Stadt Ellrich im Landkreis Nordhausen in Thüringen. Die Kirchengemeinde Werna gehört zum Pfarrbereich Ellrich im Kirchenkreis Südharz der Evangelischen Kirche in Mitteldeutschland.

## Außenbau
Die frühbarocke Kirche wurde im 17. Jahrhundert aus teilweise verputzten Bruchsteinen mit quaderförmigen Ecksteinen erbaut. Der quadratische eingezogene Chorturm ist Teil eines Vorgängerbaues aus dem 13. Jahrhundert. Er hat ein schiefergedecktes achtseitiges Obergeschoss, hinter dessen Klangarkaden sich die Glockenstube befindet. Bedeckt ist der Turm mit einer welschen Haube. 

## Emporenhalle
Der Kirchenraum ist durch hölzerne Arkaden in drei Schiffe unterteilt. Das Mittelschiff ist mit einer hölzernen Segmentbogentonne gedeckt. Die flachgedeckten Seitenschiffe sind mit hölzernen Emporen ausgestattet. 
Somit ist St. Johannis eine Staffelhalle und eine Emporenhalle. 
Die tragenden Holzpfeiler haben barock gebauchte Schäfte und sowohl unter den Emporen als auch unter den die Decke tragenden Arkaden korinthische Kapitelle. Im Westen ist die Empore zweistöckig, die obere hat eine Brüstung aus Balustern.
Am vorletzten Pfeilerpaar endet die Mittelschiffstonne, um auf der oberen Empore eine ausreichende Stehhöhe zu ermöglichen. Sowohl die Arkaden an der Decke als auch die Unterzüge unter den Emporen sind fein geschnitzt.
Der Altarraum im unteren Geschoss des Turms ist knapp so breit wie das Mittelschiff des Langhauses. Dessen Tonnengewölbe setzt sich ausschnittsweise in diesen Chor fort. Einen Triumphbogen gibt es nicht.
Das originale barocke Kirchengestühl blieb erhalten. Die reich verzierte Kanzel mit dem Schalldeckel stammt aus dem 17. Jahrhundert.